# Brusimpiano
Brusimpiano es una localidad y comune italiana de la provincia de Varese, región de Lombardía, con 1117 habitantes. 

Fundador: G.L Battaglia
Brusimpiano es una localidad y comune italiana de la provincia de Varese, región de Lombardía, con 1.117 habitantes.

## Evolución demográfica
| Gráfica de evolución demográfica de Brusimpiano entre 1861 y 2001 |
|                                                                   |
| Fuente ISTAT - elaboración gráfica de Wikipedia                   |